# Wataru Inoue
Wataru Inoue (japanisch 井上 渉 Inoue Wataru; * 7. August 1986 in der Präfektur Shizuoka) ist ein ehemaliger japanischer Fußballspieler.

## Karriere
Inoue erlernte das Fußballspielen in der Schulmannschaft der Tokin Gakuen High School. Seinen ersten Vertrag unterschrieb er 2005 bei Nagoya Grampus. Der Verein spielte in der höchsten Liga des Landes, der J1 League. 2009 wechselte er zum Zweitligisten Tokushima Vortis. Für den Verein absolvierte er neun Ligaspiele. 2011 wechselte er zum Drittligisten Zweigen Kanazawa. 2014 wechselte er zu Volca Kagoshima (heute: Kagoshima United FC). Ende 2017 beendete er seine Karriere als Fußballspieler.